# Kîmlîcika, Lîpova Dolîna
Kîmlîcika (în ucraineană Кимличка) este o comună în raionul Lîpova Dolîna, regiunea Sumî, Ucraina, formată numai din satul de reședință.

## Demografie
Componența lingvistică a comunei Kîmlîcika
     Ucraineană (98,65%)
     Alte limbi (0,96%)
Conform recensământului din 2001, majoritatea populației comunei Kîmlîcika era vorbitoare de ucraineană (98,65%), existând în minoritate și vorbitori de alte limbi.